# 懷爾德霍斯鎮區 (密蘇里州聖路易斯縣)
懷爾德霍斯鎮區（英語：Wildhorse Township）是位於美國密蘇里州聖路易斯縣的一個行政鎮區。

## 地方資料
懷爾德霍斯鎮區的面積為37.79平方千米，當中陸地面積為37.40平方千米，而水域面積為0.39平方千米。根據2020年美國人口普查的數據，當地共有人口37267人，而人口密度為每平方千米986.16人。